# Rebilus glorious
Rebilus glorious är en spindelart som beskrevs av Norman I. Platnick 2002. Rebilus glorious ingår i släktet Rebilus och familjen Trochanteriidae.
Artens utbredningsområde är Queensland. Inga underarter finns listade i Catalogue of Life.